# Maják Keri
Maják Keri (estonsky Keri tuletorn, také Kokskäri tuletorn) je pobřežní maják, který se stojí pobřeží ostrova Keri ve Finském zálivu v Baltském moři v kraji Harjumaa v Estonsku. Maják je kulturní památkou Estonska.

## Historie
Zahájení stavby zděného majáku se datuje do roku 1803. Pro nedostatek financí bylo rozhodnuto na zděnou část postavit osmi bokou dřevěnou věž. V roce 1857 byla zchátralá dřevěná věž stržena a nahrazena litinovou věží s lucernou. Provoz byl zahájen v roce 1858. V roce 1907 byl maják přebudován na zemní plyn, který byl objeven na ostrově v hloubce 115 m. V roce 1912 bylo plynové osvětlení zrušeno vlivem ztráty ložiska zemního plynu.
V roce 2007 byla na maják nainstalována webová kamera a v roce 2009 meteorologická stanice.

## Popis
Na zděné 15 m vysoké kruhové základně, ze středu je postavena litinová 16 m kruhová věž s ochozem a lucernou. Zděná základna má bílý nátěr, litinová věž je tmavočervená. V lucerně je instalována Fresnelova čočka. V roce 2007 byla instalována v lucerně LED žárovka, která byla vyměněna v roce 2014.
Vlivem nepříznivému počasí a erozi se v roce 1990 zřítila severozápadní část zdiva. V roce 1996 byla poškozená část zpevněna a celá zděná základna stažena ocelovými pásy.
Maják stojí v nadmořské výšce 4,8 m a jeho světelný zdroj je ve výšce 32,8 m n. m., lucerna je vysoká 6,4 m.
Pro vysokou kulturní a architektonickou hodnotu je maják od 25. listopadu 1997 kulturní památkou.

### Data
Zdroj
- Výška světla 32,8 m n. m.
- Dosvit 11 námořních mil
- Záblesk bílého světla v intervalu 15 sekund
- Sektor: 0°–360°

### Označení
- Admiralty: C3844
- ARLHS: EST-027
- NGA: 12896
- Estonské číslo: EVA 155

## Maják na poštovní známce
- V roce 1983 rytina majáku byla zobrazena na poštovní známce SSSR.[6]
- V roce 2003 byla vydána poštovní známka Estonska a obálka prvního dne s obrazem majáku.

## Galerie

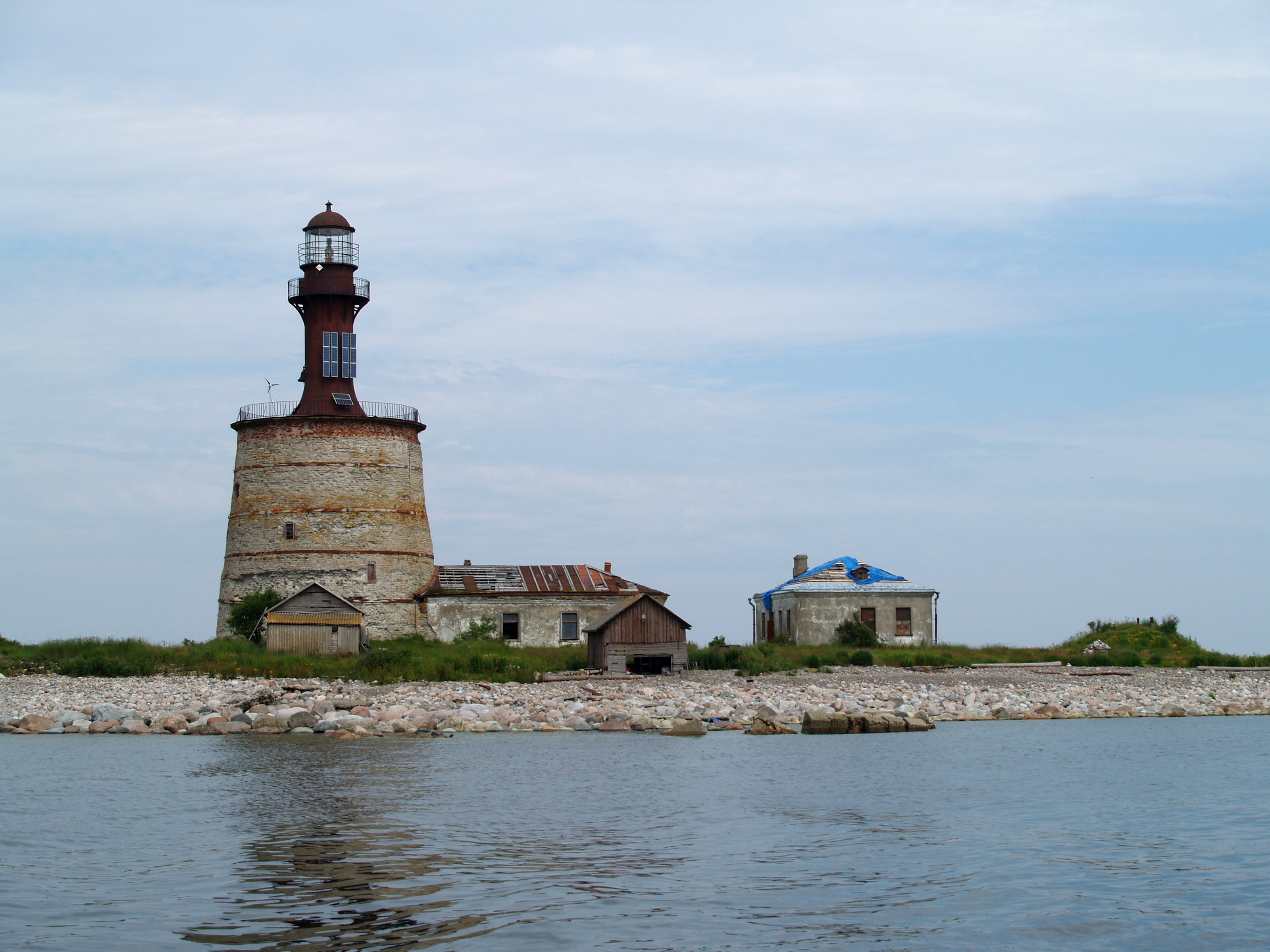
Maják s budovami
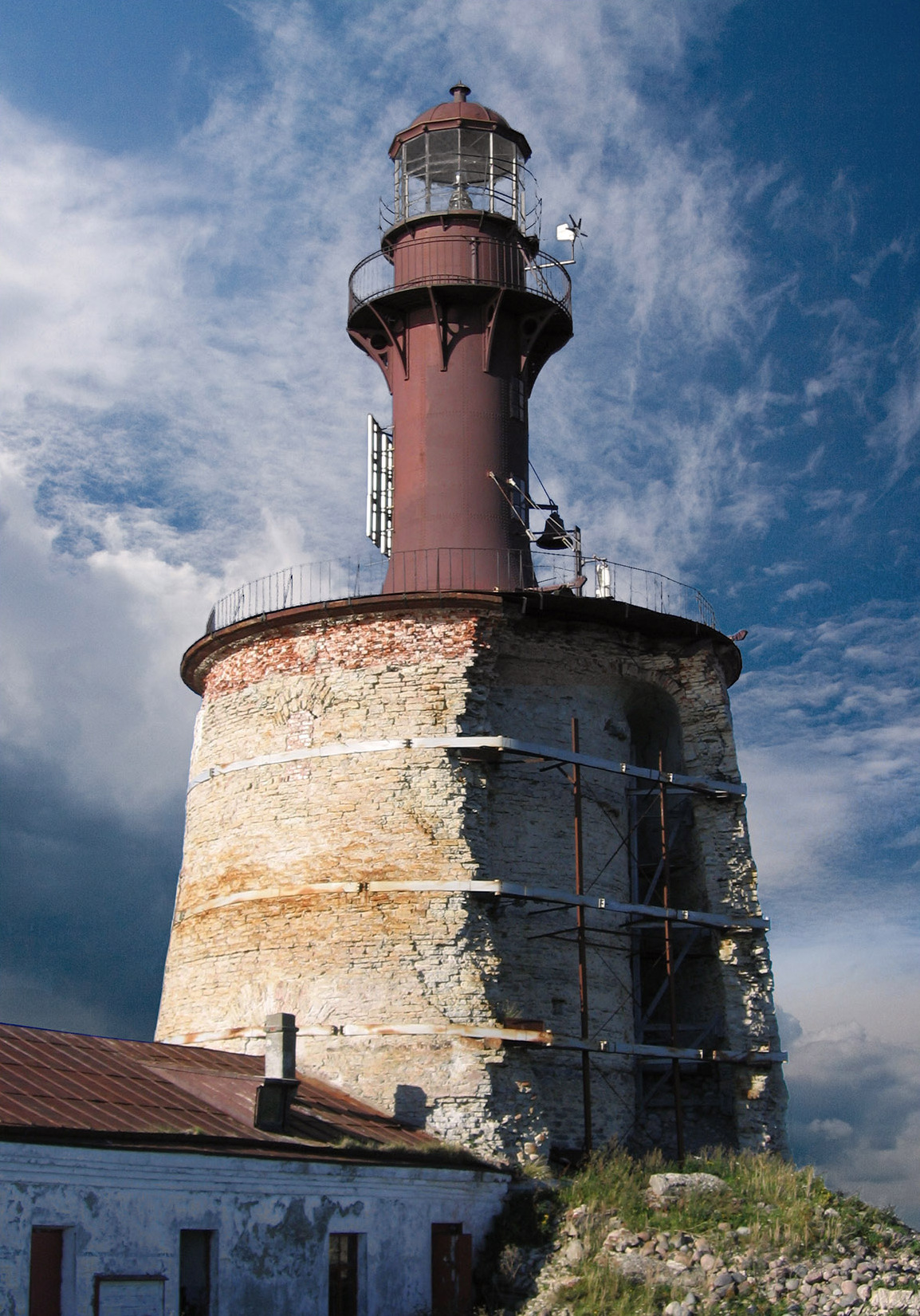
Poškozena část majáku
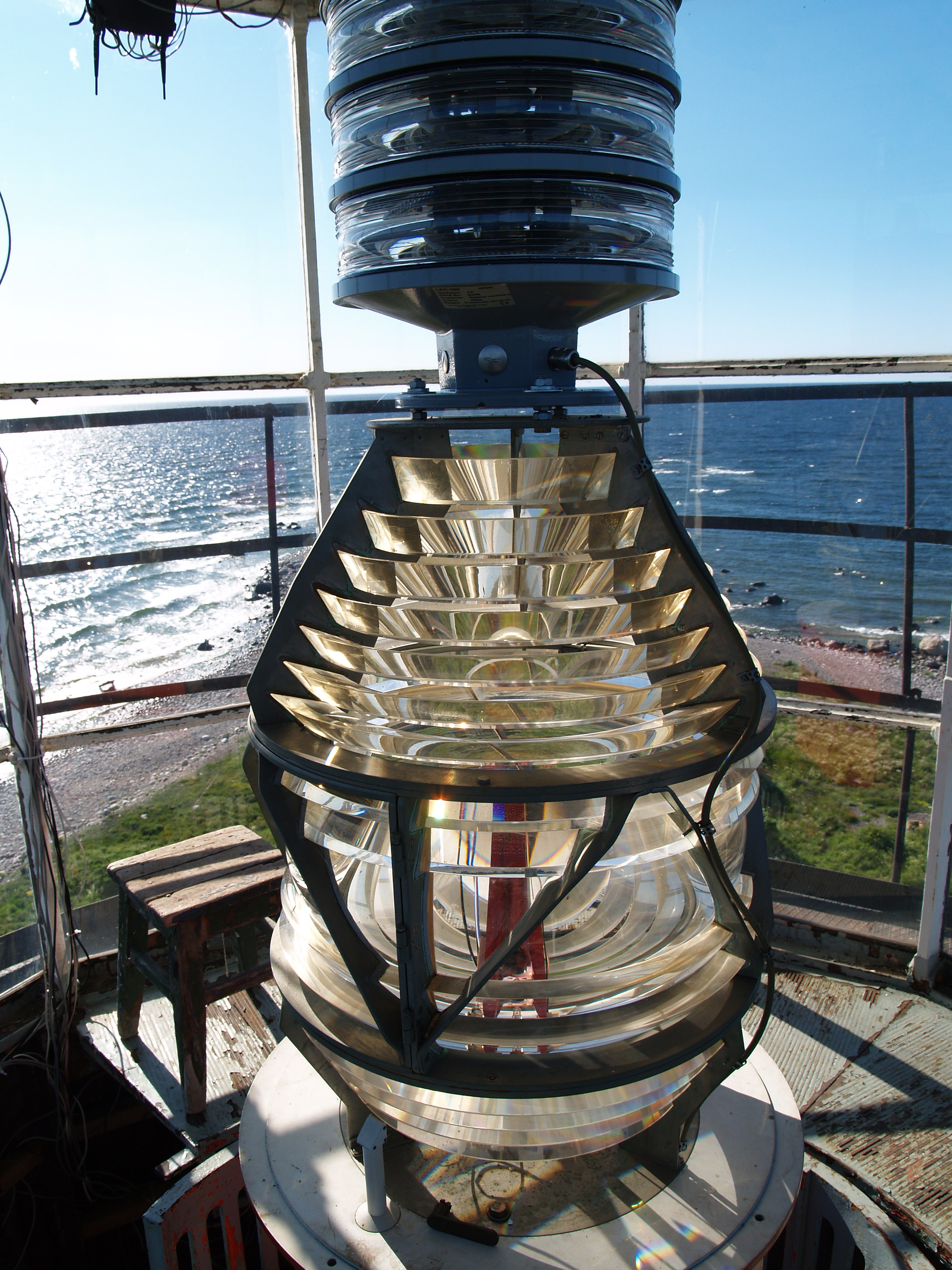
Frasnelova čočka
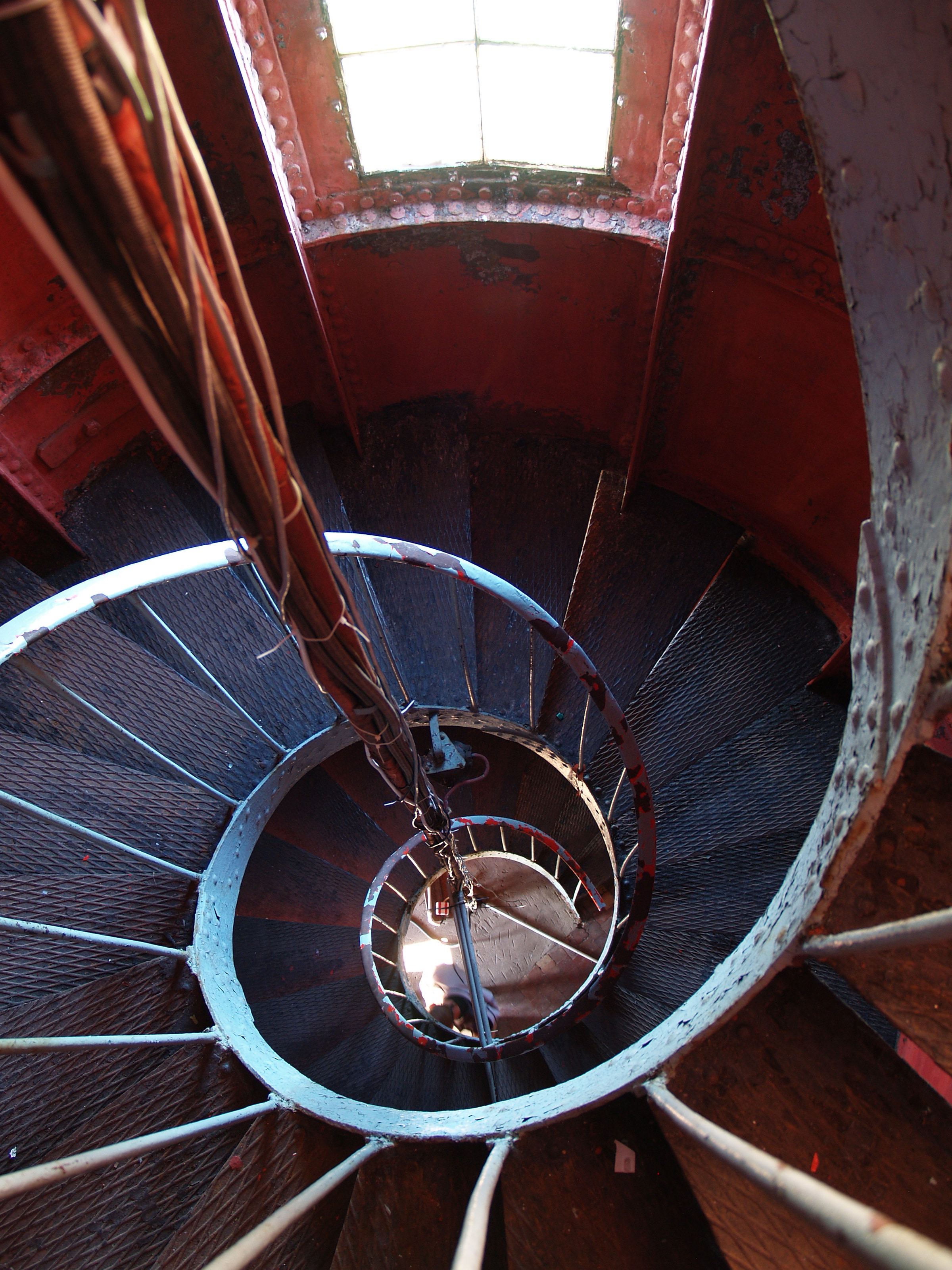
Schodiště
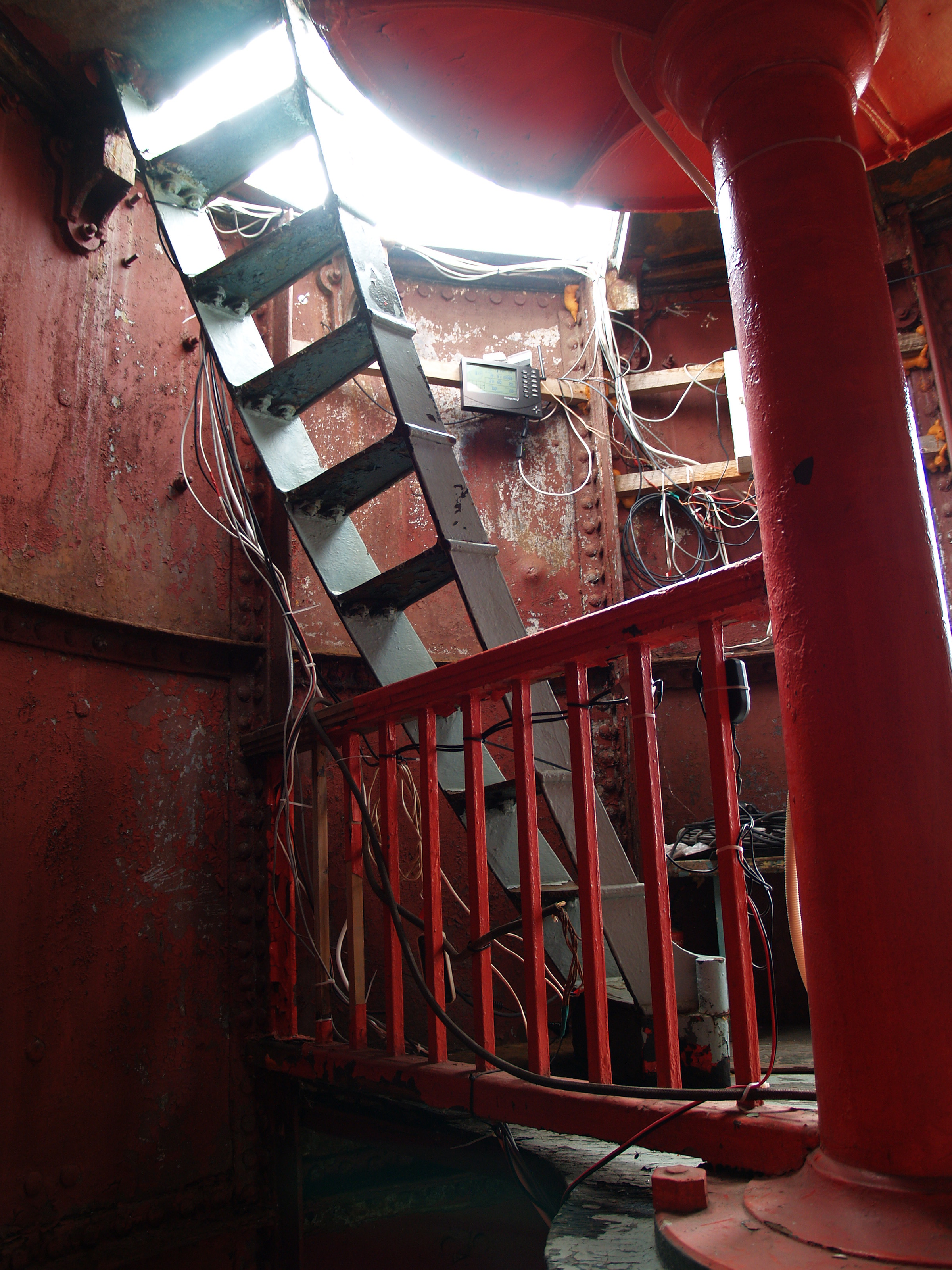
Výstup na ochoz
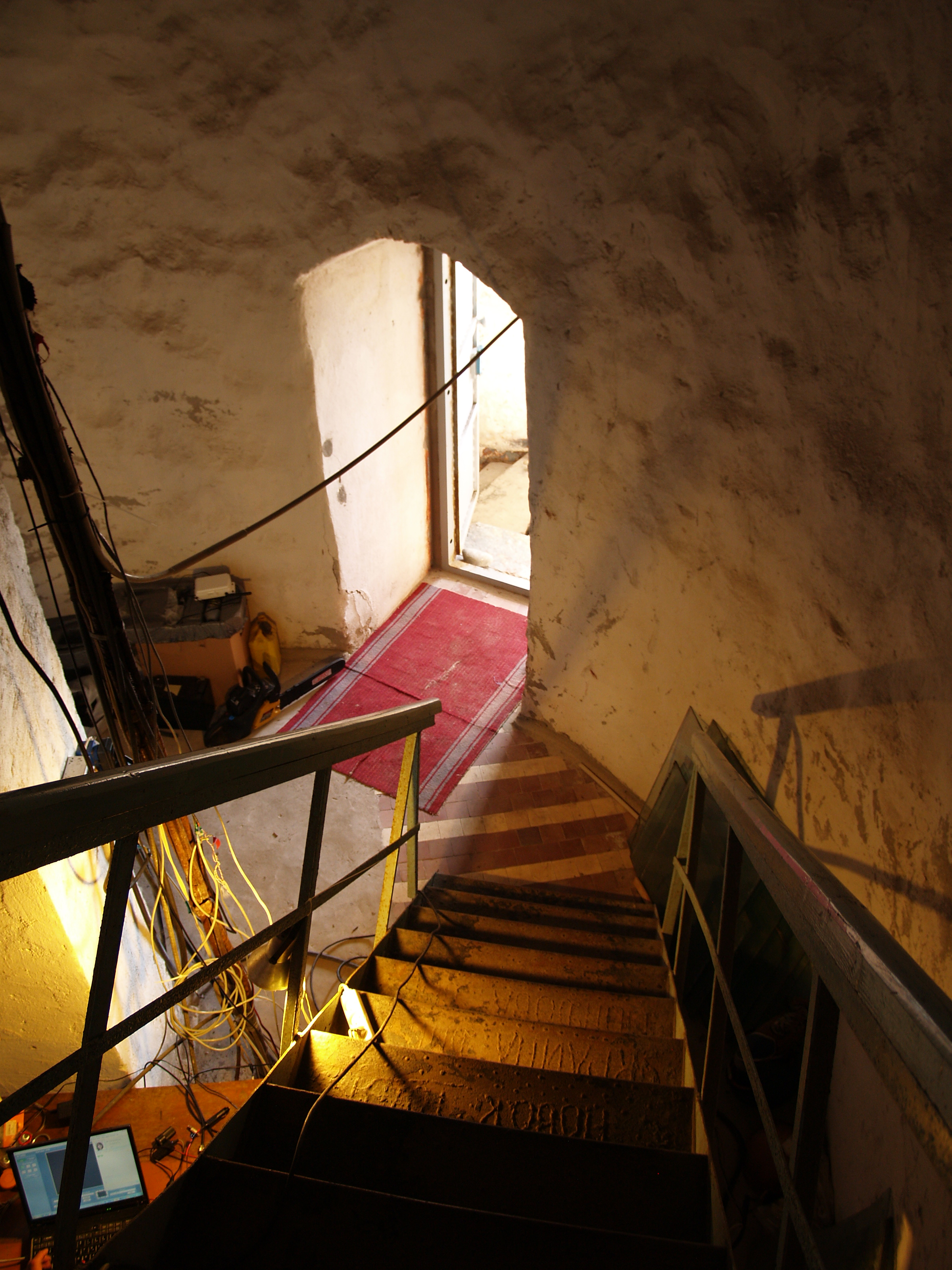
Vstup do majáku